# Codó
Pour les articles homonymes, voir Codo.
Codó est une ville brésilienne de l'est de l'État du Maranhão. Elle se situe par une latitude de 04° 27' 18" sud et par une longitude de 43° 53' 09" ouest, à une altitude de 47 mètres. Sa population était estimée à 122 859 habitants en 2019. La municipalité s'étend sur 4 364 km².

## Maires
| Période | Période | Identité                            | Étiquette | Qualité |
| ------- | ------- | ----------------------------------- | --------- | ------- |
| 1981    | 1983    | Reinaldo Araújo Zaidan              |           |         |
| 1984    | 1988    | Antônio Joaquim Araújo Filho        | PFL       |         |
| 1989    | 1992    | José Inácio Guimarães Rodrigues     | PMDB      |         |
| 1993    | 1996    | Benedito Francisco da S. Figueiredo | PL        |         |
| 1997    | 2004    | Ricardo Antonio Archer              | PSDB      |         |
| 2005    | 2008    | Benedito Francisco da S. Figueiredo | PFL       |         |
| 2009    | 2016    | José Rolim Filho                    | PV        |         |
| 2017    | 2020    | Francisco Nagib Buzar de Oliveira   | PDT       |         |